# Oligotricha striata
Oligotricha striata ist eine weit verbreitete Köcherfliege aus der Familie Phryganeidae.

## Adult
Der Kopf trägt zwei seitlich hervorstehende Facettenaugen und auf der Oberseite drei Punktaugen (Abb. 6). Über den Augen entspringen die vielgliedrigen, mehr als körperlangen fadenförmigen Fühler. Die Kiefertaster sind viergliedrig (Abb. 2). Die Unterlippe ist ausstülpbar und dient zum Auflecken der Nahrung, die Oberkiefer sind rückgebildet, die Unterkiefer mit der Unterlippe verwachsen.
Die vier Flügel sind nach dem Schlüpfen milchig (Abb. 2 und 6), später werden sie schwarzbraun. Die Äderung tritt deutlich hervor (Abb. 3). Beim Männchen besitzen die Vorderflügel eine Länge von 23 mm, beim Weibchen erreichen sie 26 Millimeter. In Ruhe werden sie dachförmig aneinandergelegt und bedecken die kleineren längsgefalteten Hinterflügel vollständig. 
Die Tarsen sind fünfgliedrig. Die Schienen der Vorderbeine haben zwei Sporne, die der Mittel- und Hinterbeine je vier Sporne.

## Larve und Köcher
Die Kopfachse der Larve bildet zur Körperachse einen stumpfen Winkel (Abb. 3). Das Kopfsegment und die Brustsegmente sind deutlich längsgestreift (Abb. 7). Die Larve lebt in einem Köcher, der aus etwa gleich dicken und gleich langen, spiralig angeordneten Elementen aufgebaut wird. Dabei verwendet die Larve vorhandenes Baumaterial, häufig Gras-, Laichkraut- oder Characeenstücken, aber auch zurechtgenagte verrottete Blattstückchen (vergleiche Abb. 7 rechts oben und unten). Der Köcher bildet bis zu 15 Windungen und erreicht eine Länge bis zu vier Zentimeter. Der Köcher ist nicht gekrümmt und hinten offen.

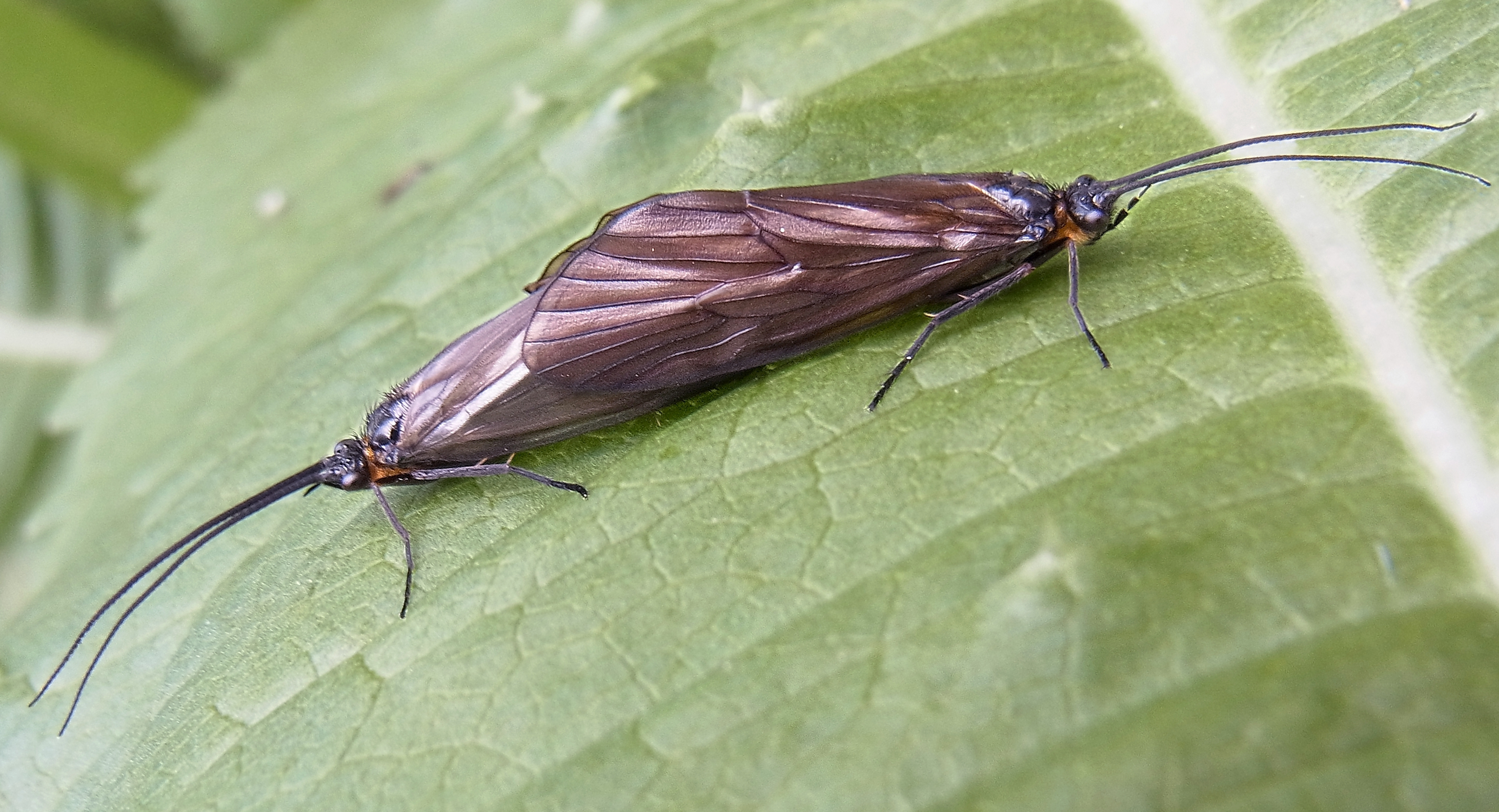
Abb. 1: Paarstellung
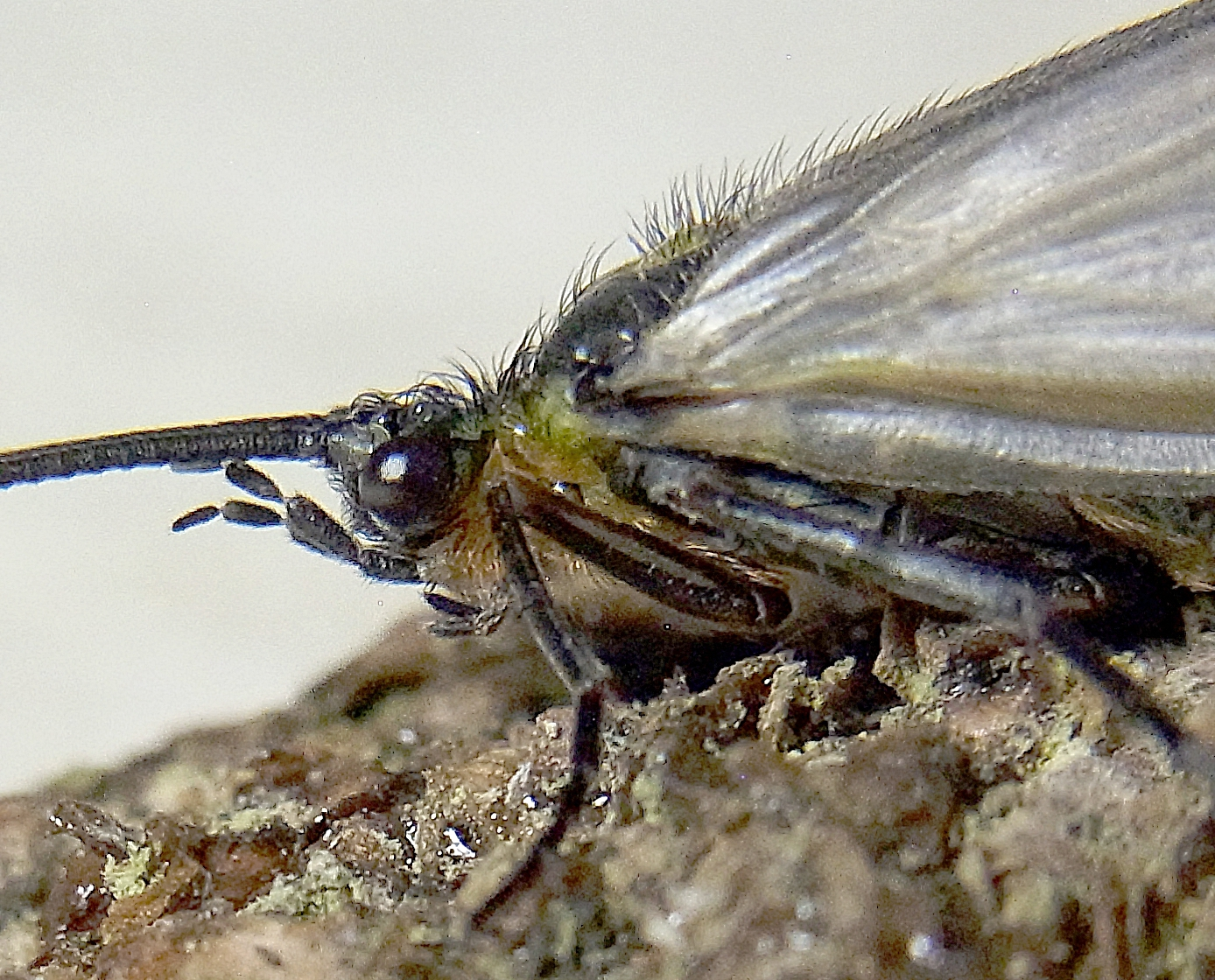
Abb. 2: Kopf seitlich
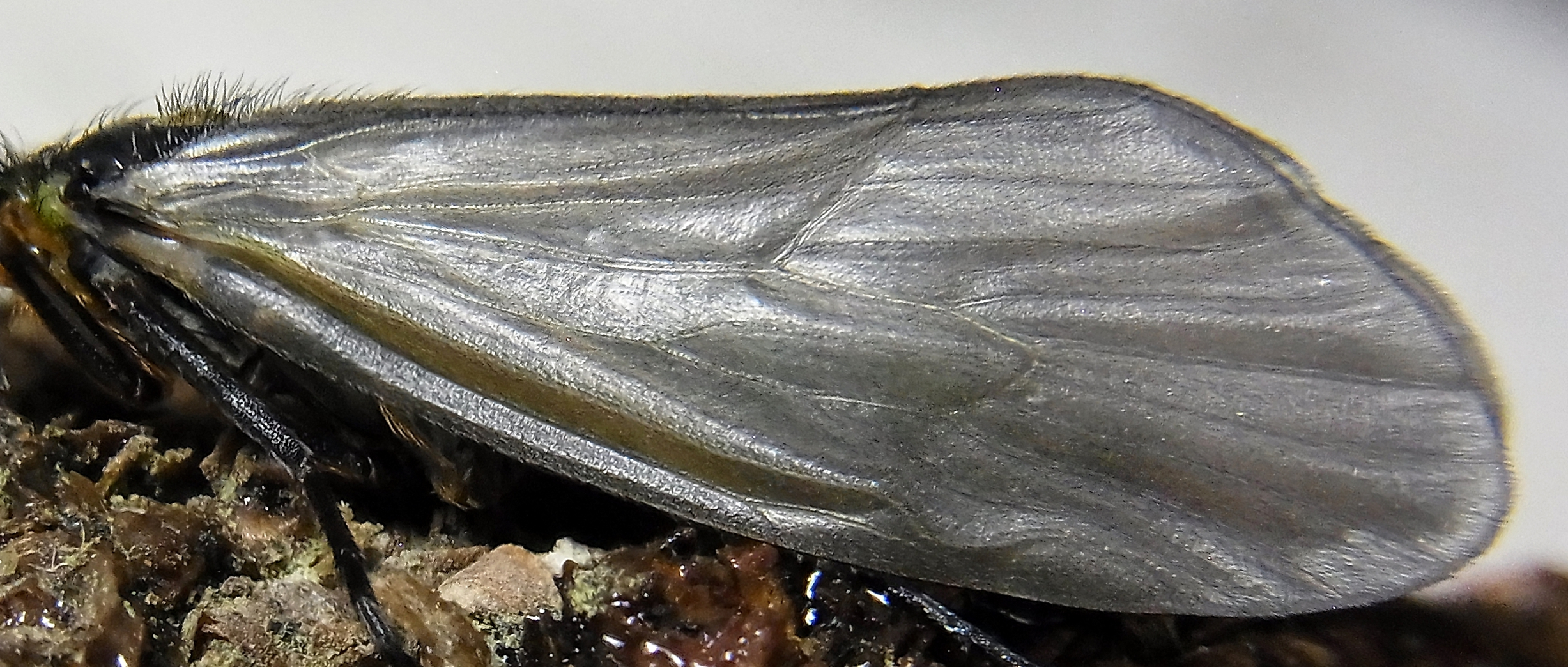
Abb. 3a: Flügeladerung, unausgefärbt
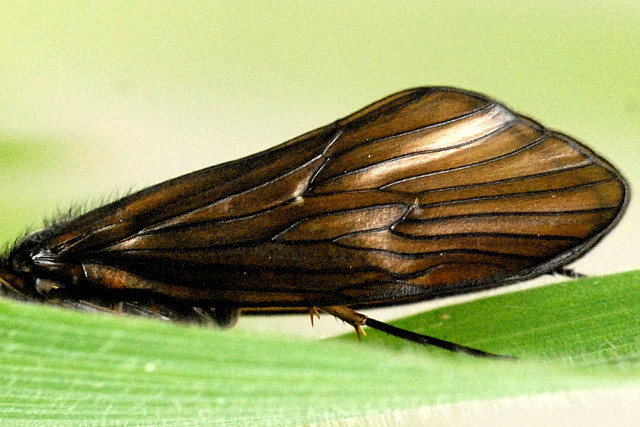
Abb. 3b: Flügeladerung, ausgefärbt
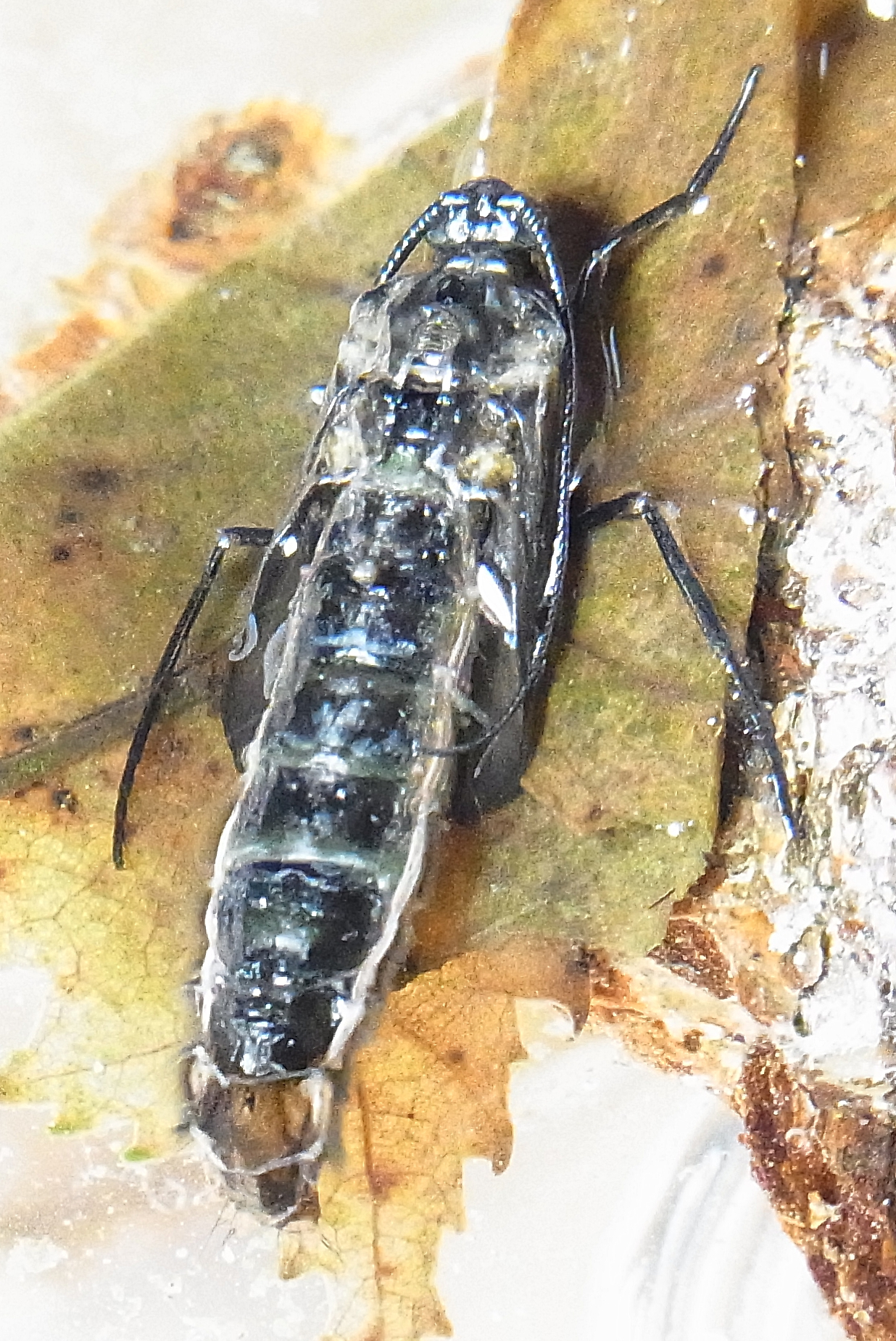
Abb. 4a: Schlupfstadium
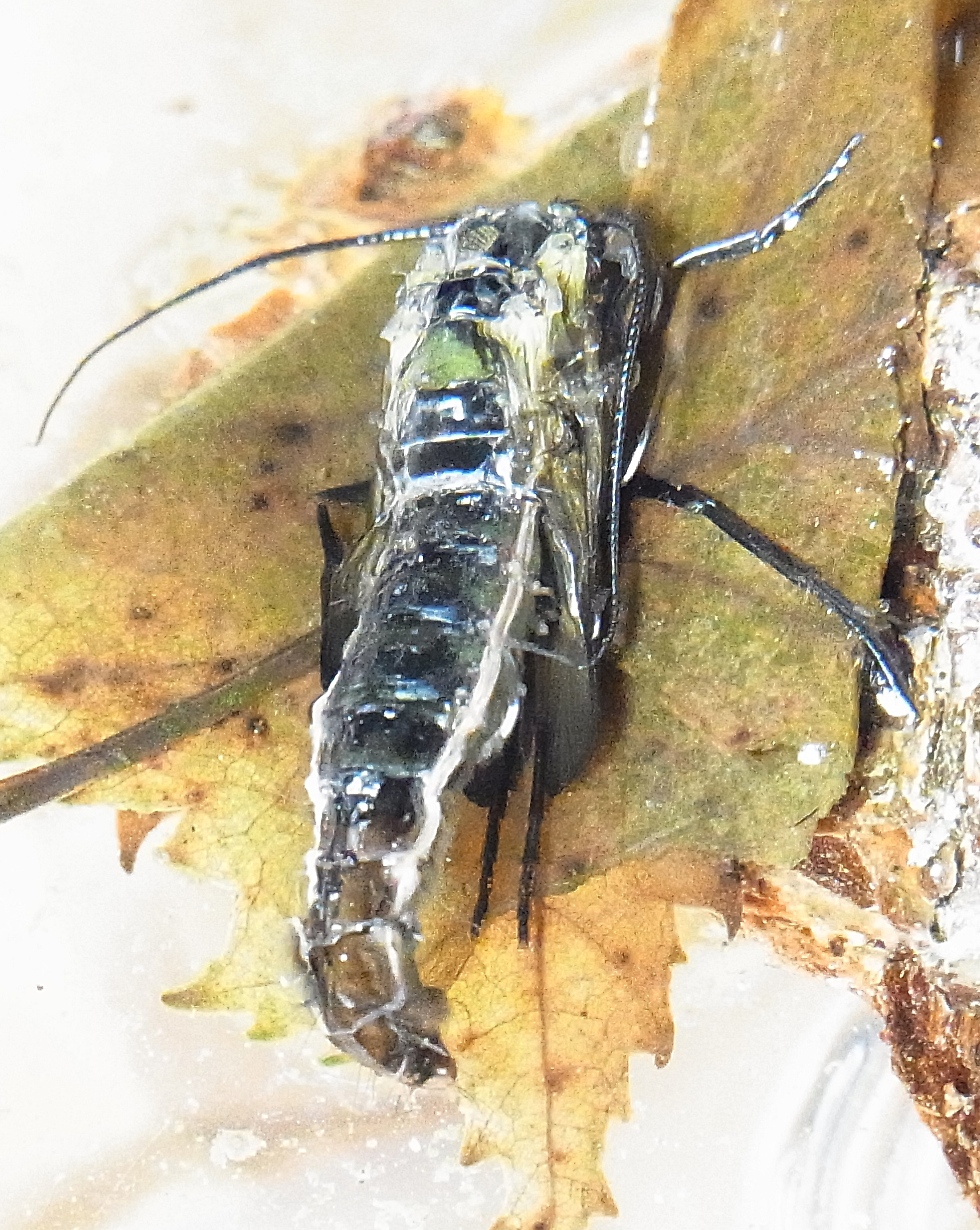
Abb. 4b: Schlupfstadium
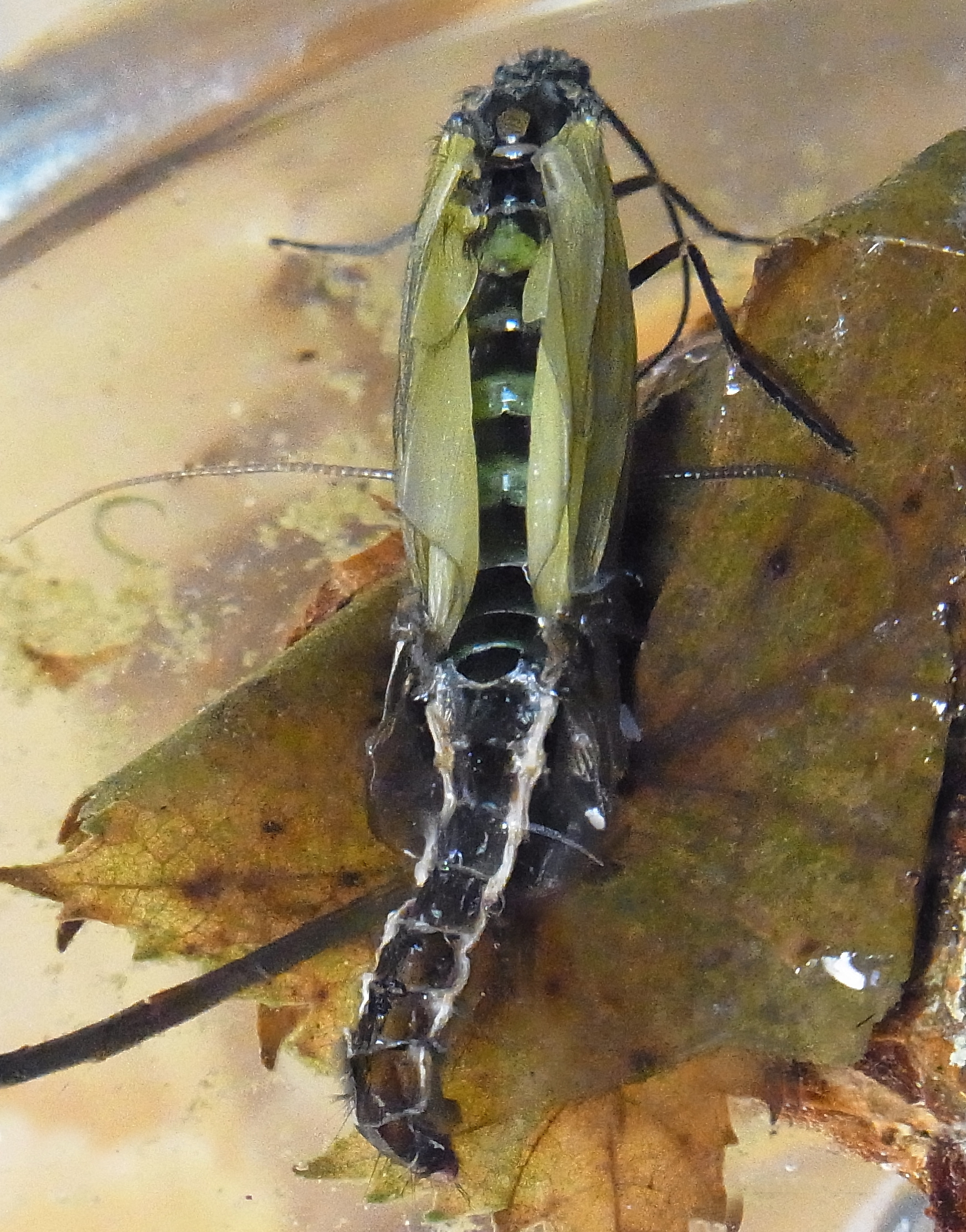
Abb. 4c: Schlupfstadium
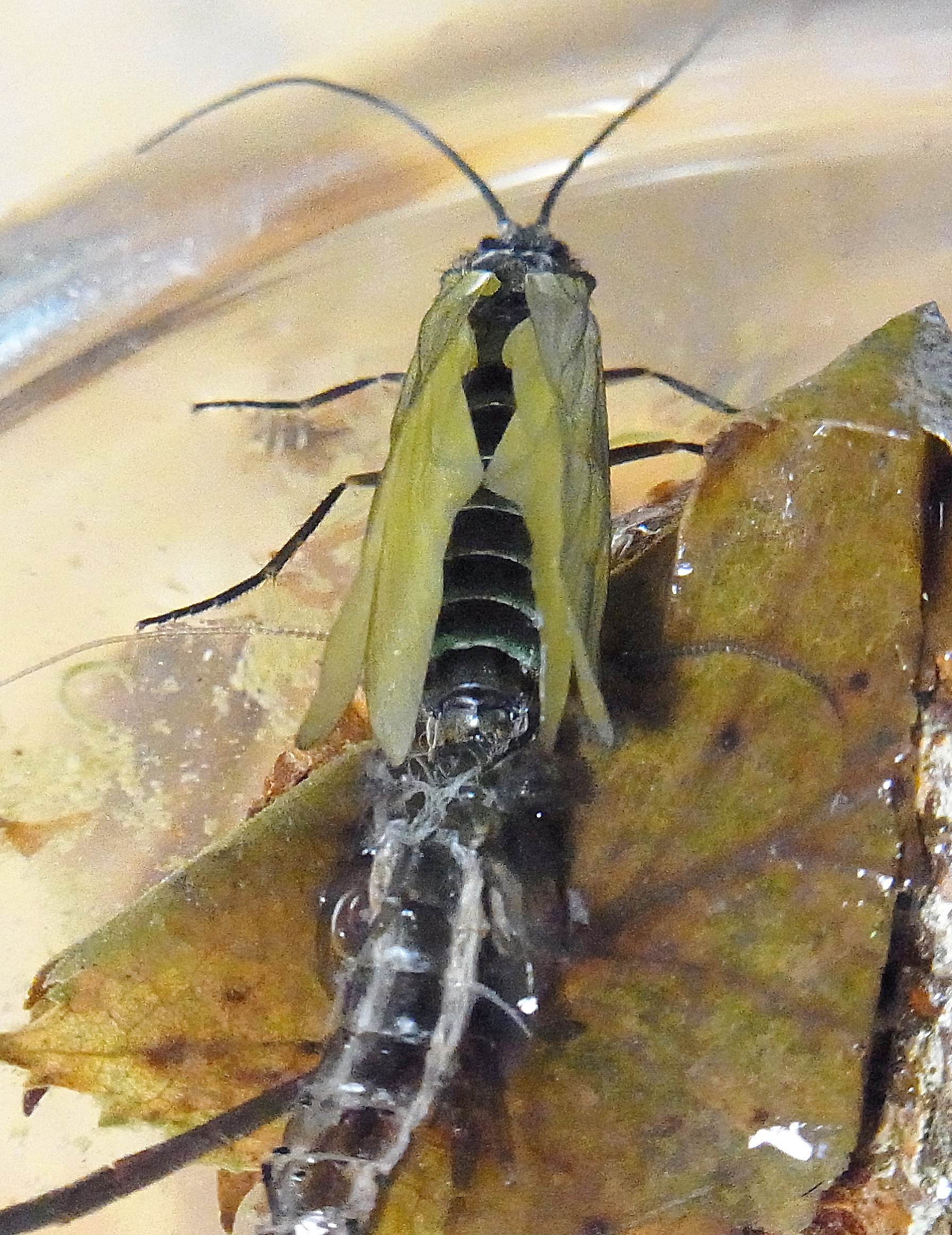
Abb. 4d: Schlupfstadium
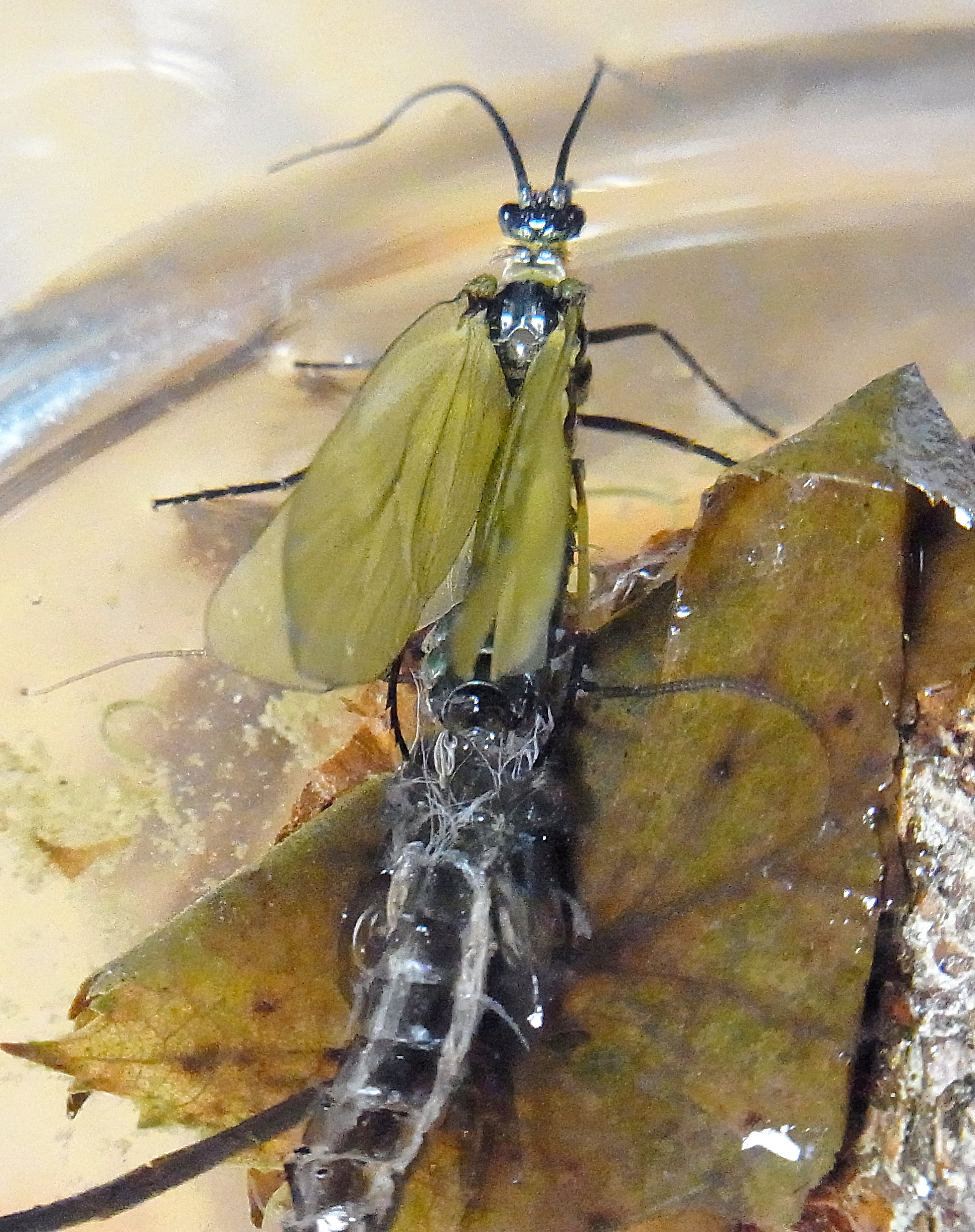
Abb. 4e: Schlupfstadium
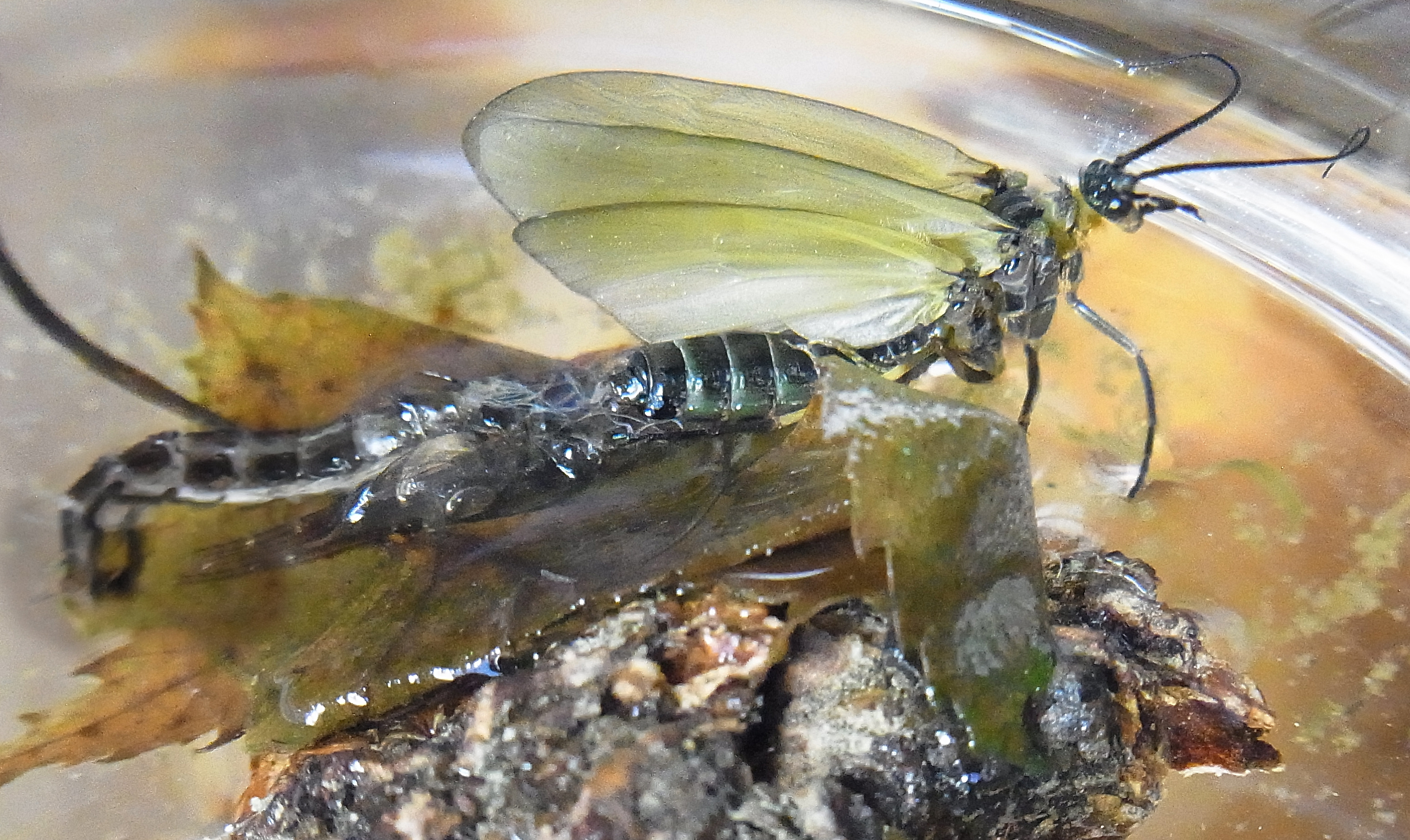
Abb. 4f: Schlupfstadium
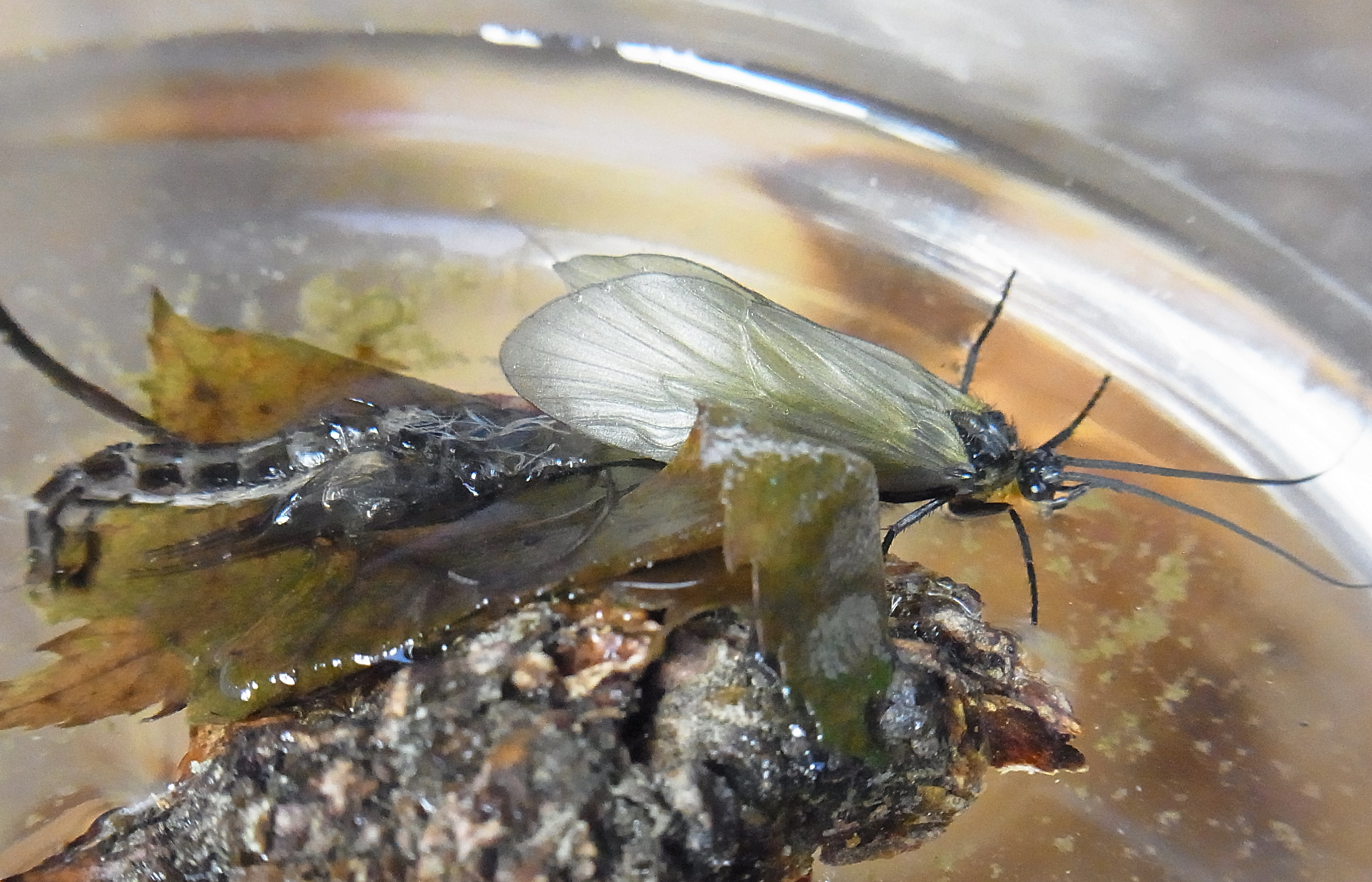
Abb. 4g: Schlupfstadium
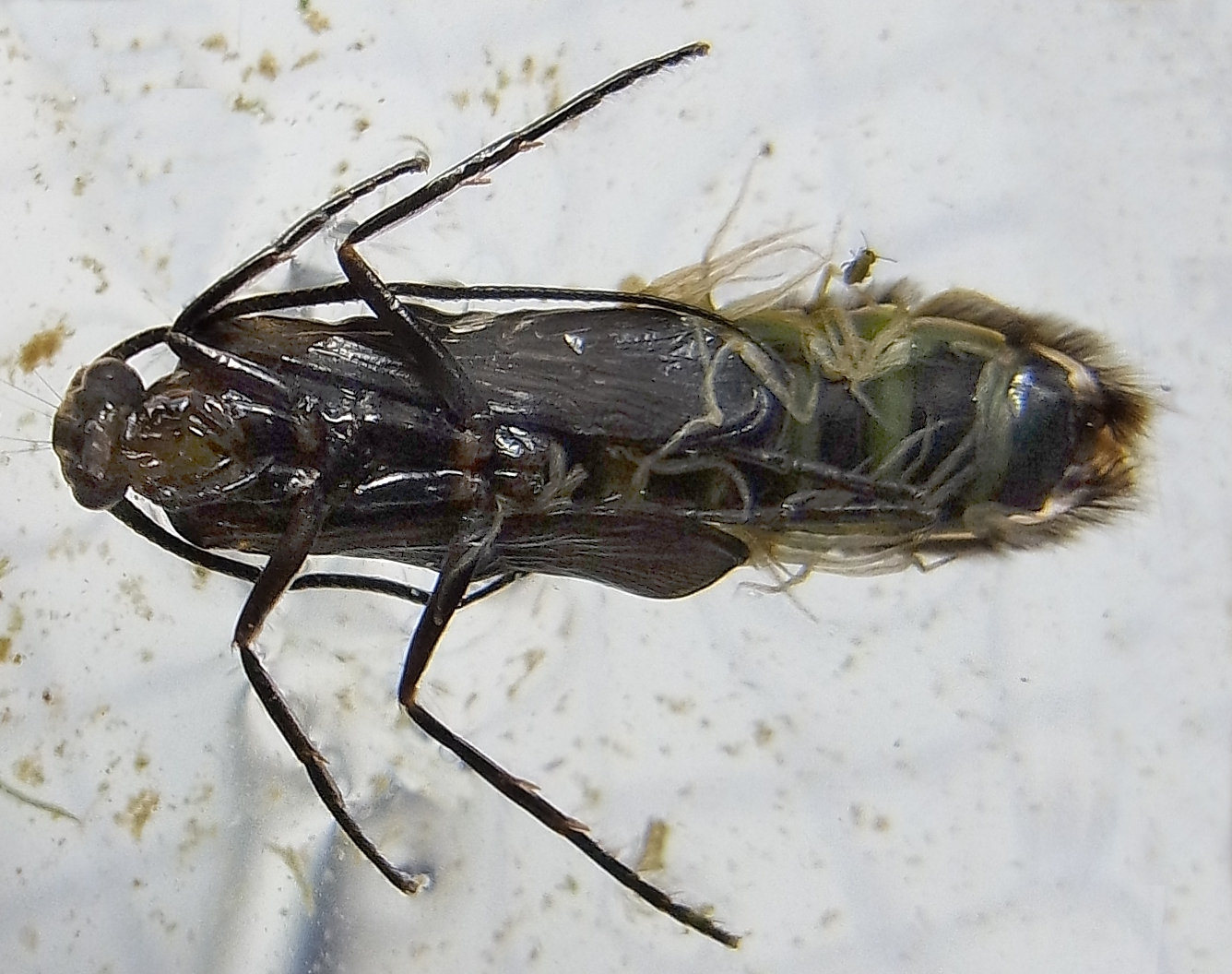
Abb. 5a: Unterseite Puppe
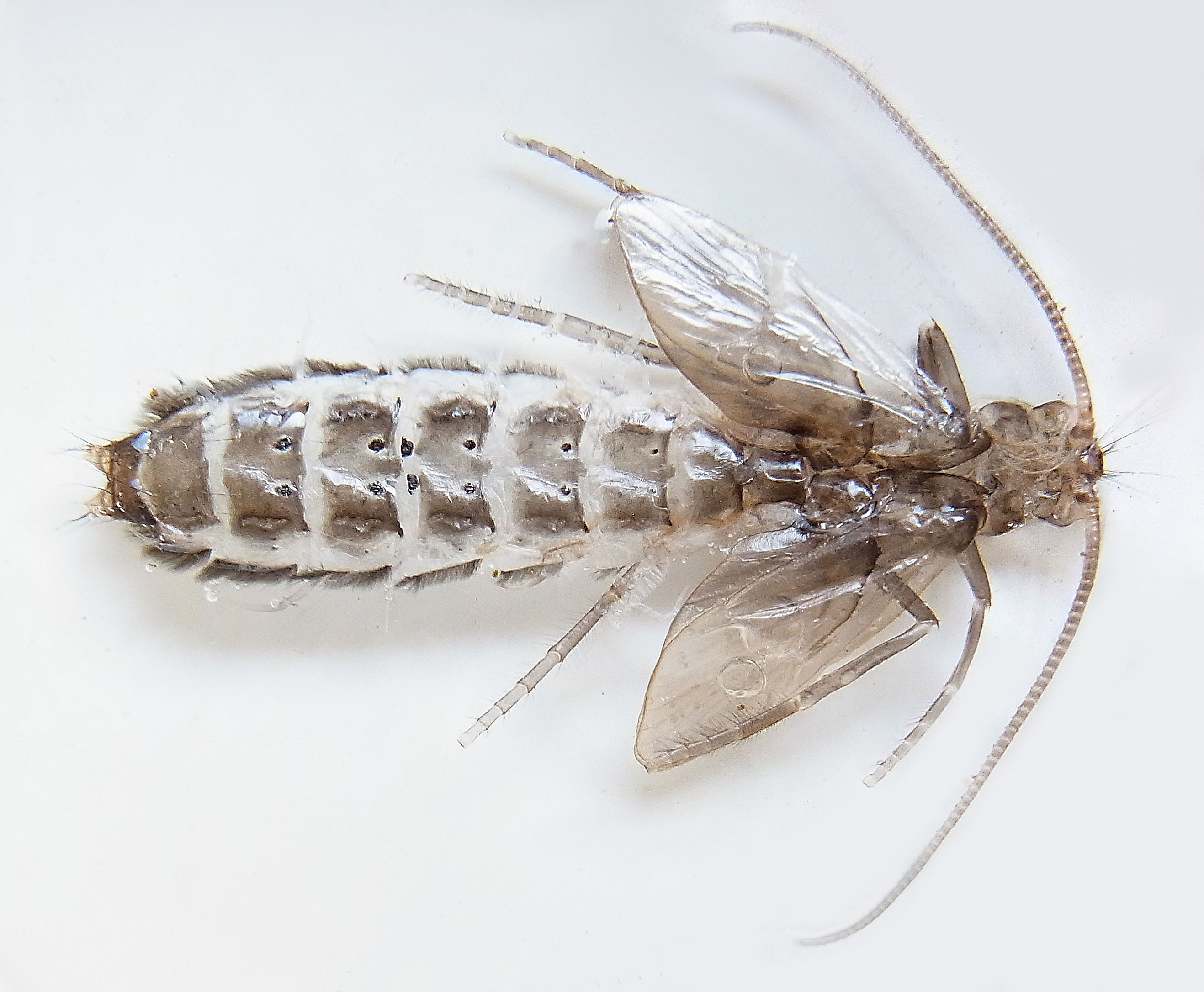
Abb. 5b: Exuvie der Puppe
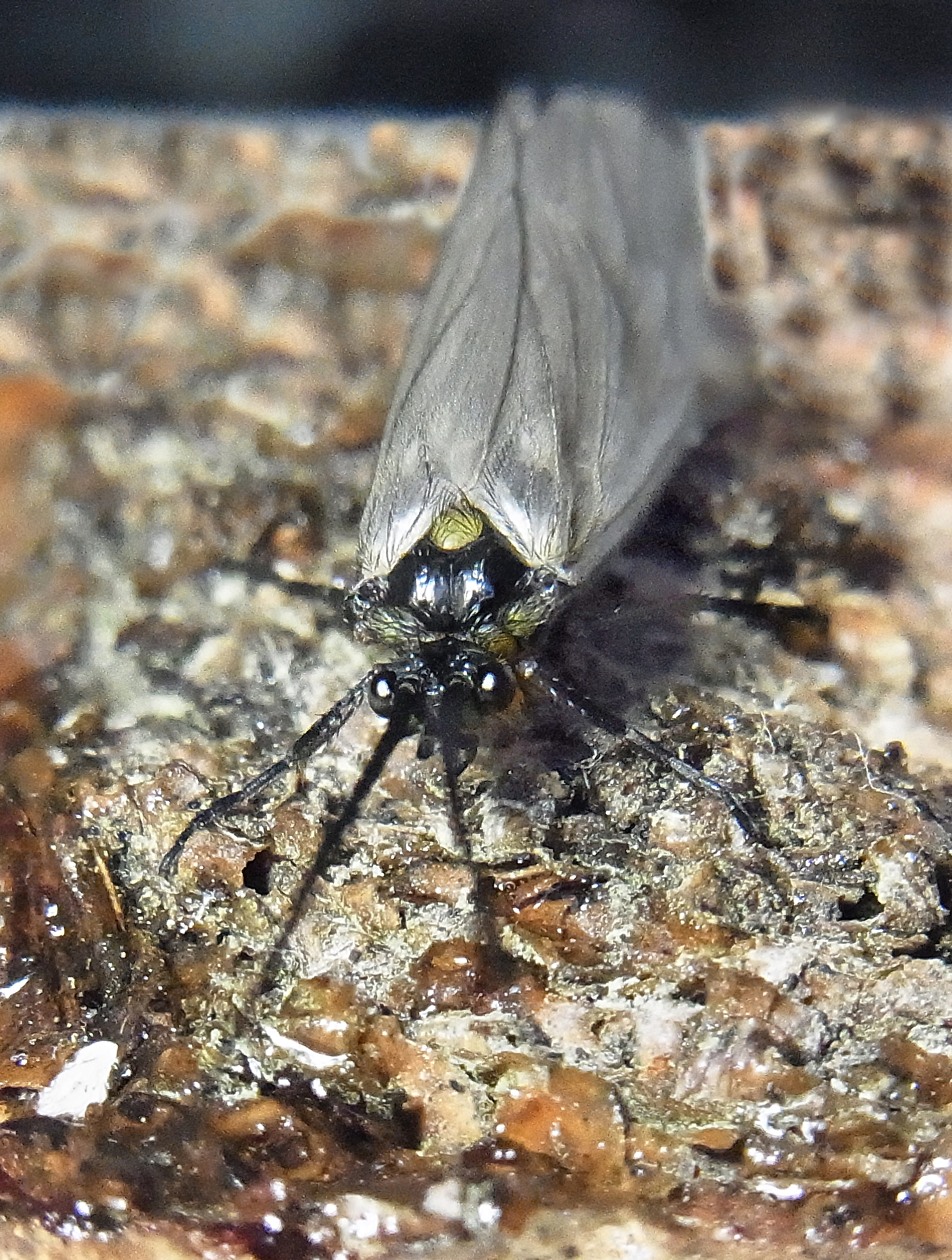
Abb. 6a: frisch geschlüpft
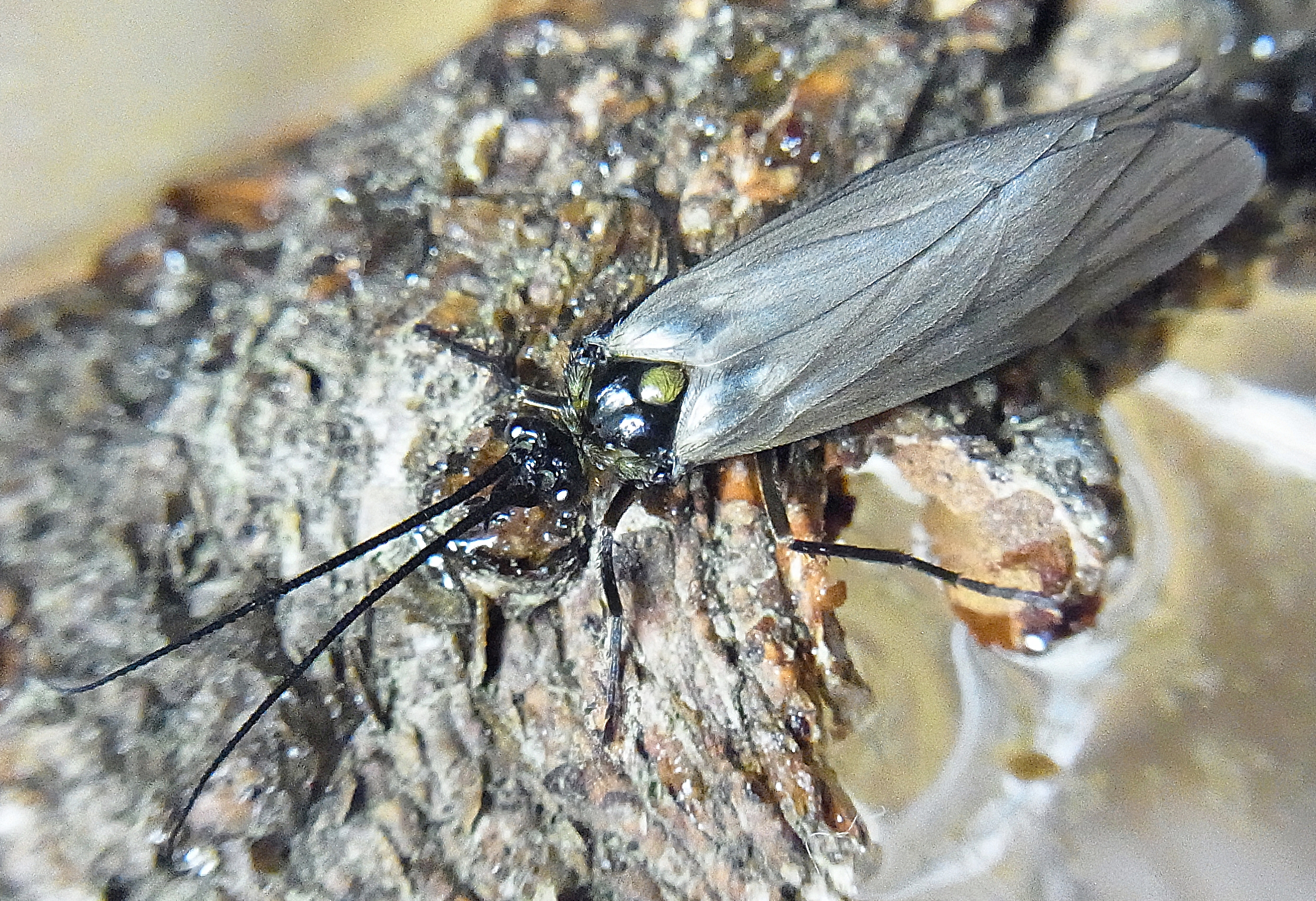
Abb. 6b: von vorn und oben
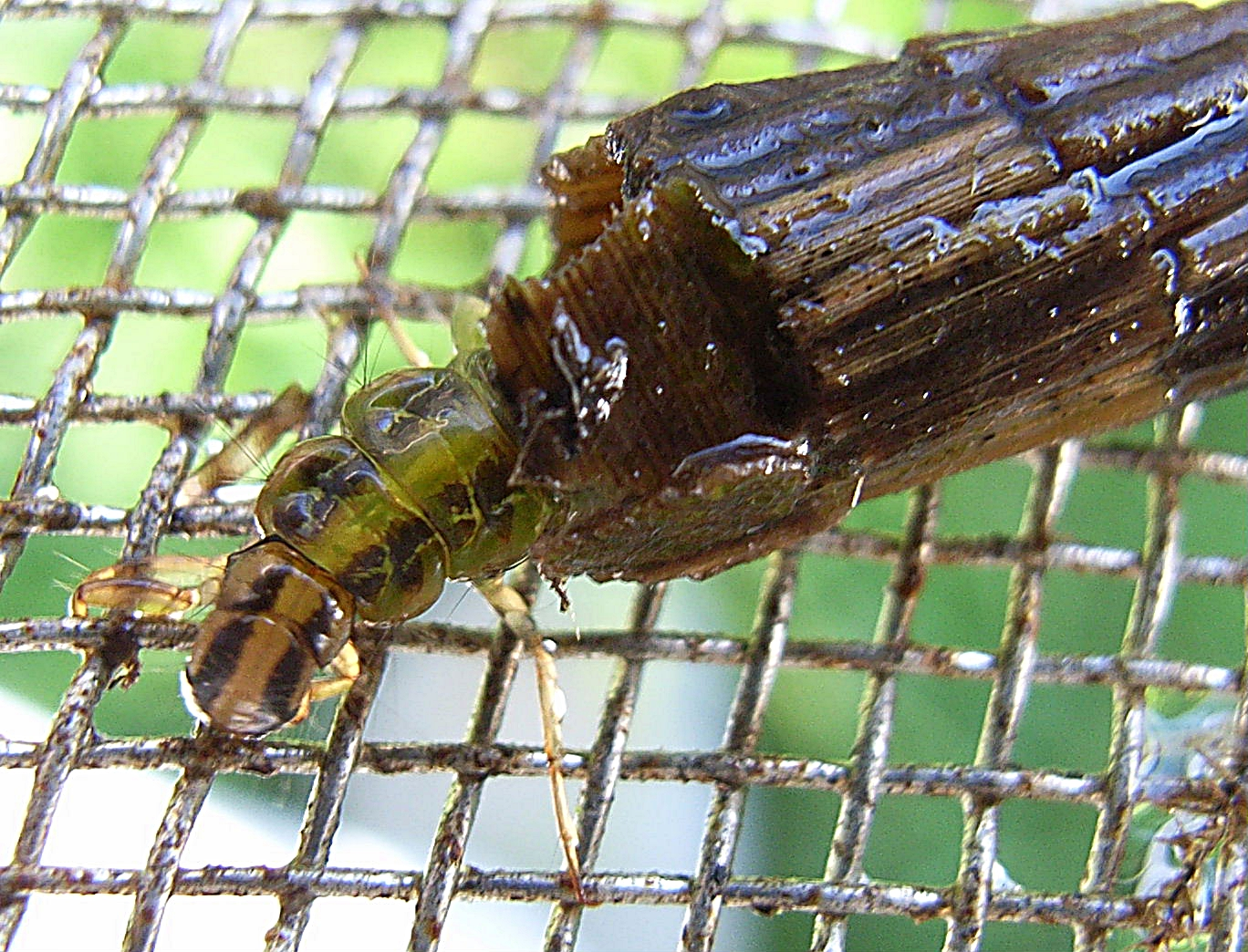
Abb. 7a: Köcher vorn
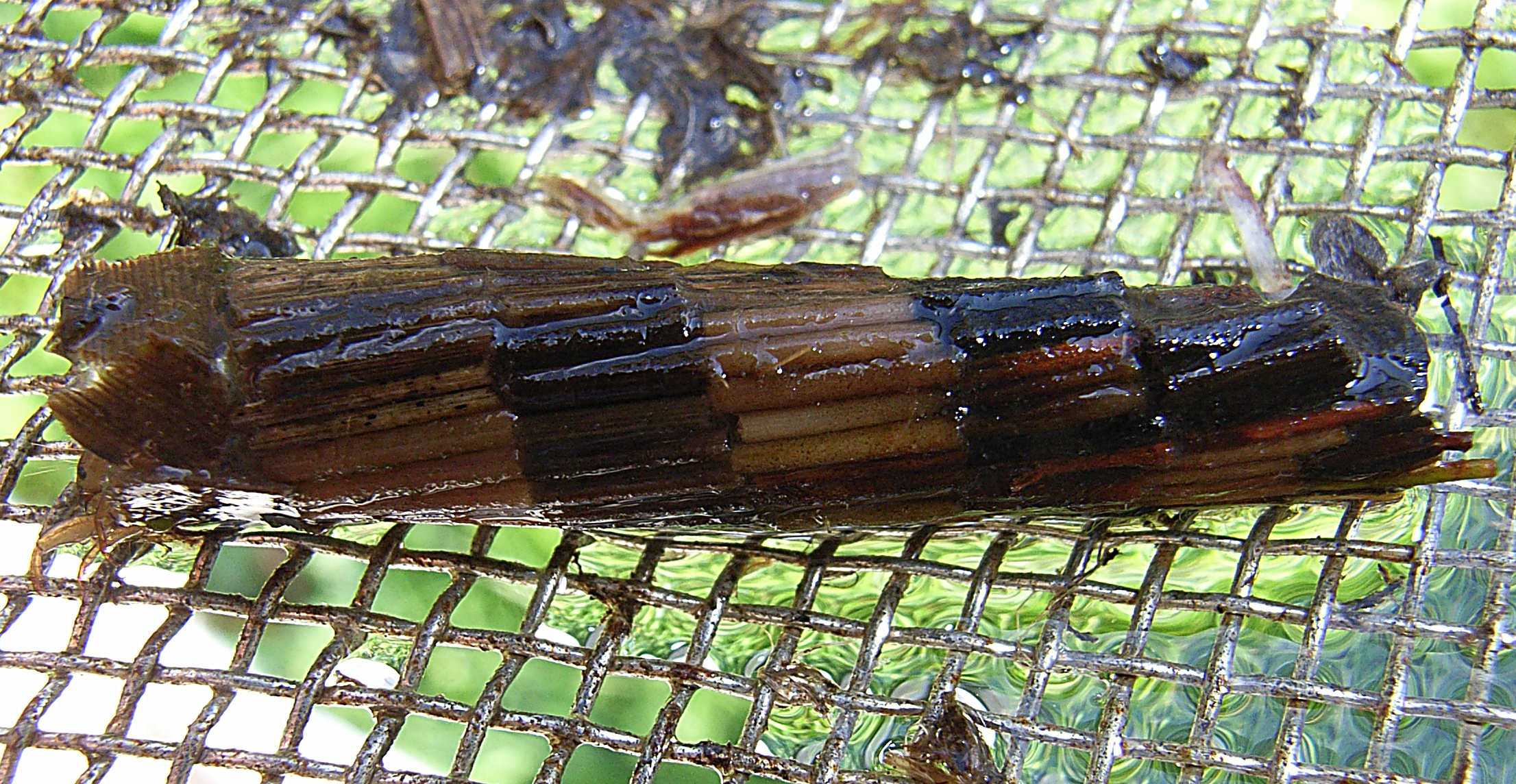
Abb. 7b: Köcher Aufsicht
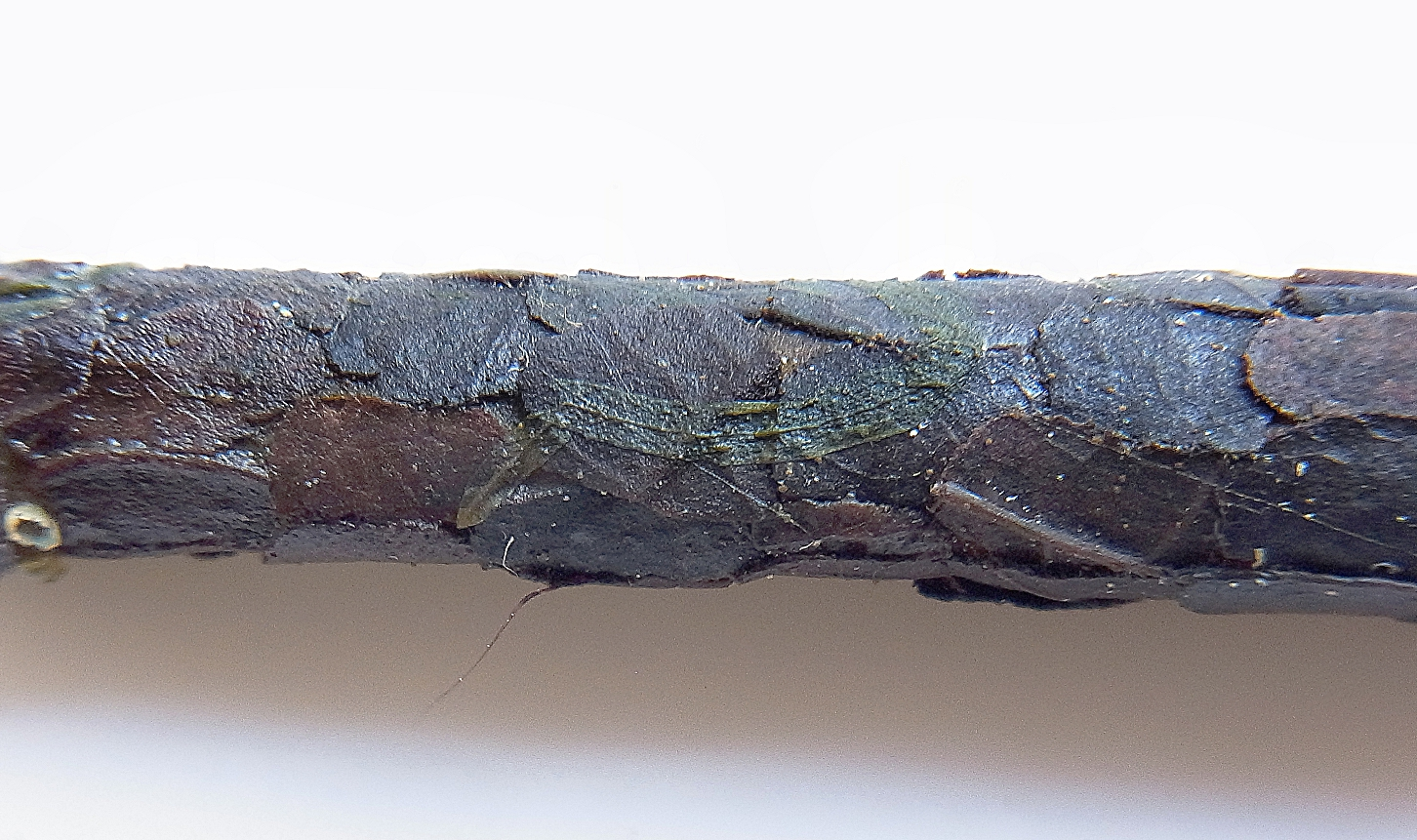
Abb. 7c: Alternatives Köchermaterial

## Entwicklung
Die Larve lebt räuberisch von Wasserinsekten oder Froschlaich, das adulte Tier saugt Blütennektar.
Die Puppe (Abb. 5) taucht unvermittelt aus dem Wasser auf und die Imago schlüpft sofort (Serie Abb. 4). Nach wenigen Minuten ist sie flugfähig. Wird sie vorher gestört, läuft sie rasch und flatternd über die Wasseroberfläche. Die Flügel sind anfangs milchig weiß und färben dann bräunlich aus.

## Lebensraum und Verbreitungsareal
Die Art ist über ganz Europa – mit Ausnahme der Iberischen Halbinsel – verbreitet. Nach Osten erstreckt sich das Verbreitungsareal bis Nordwest- und Ostrussland. In Mitteleuropa sind die Larven in kleinen stehenden und langsam fließenden sauren Gewässern zu finden, beispielsweise in Moorseen oder Entwässerungsgräben und in Hochalmtümpeln bis 2000 m Höhe. Die Imagines erscheinen von März bis Juli.